# Schrankia mimosoides
Schrankia mimosoides là một loài thực vật có hoa trong họ Đậu. Loài này được (Small ex Britton & Rose) Standl. miêu tả khoa học đầu tiên năm 1936.